# Zdzisław
Zdzisław  è un nome proprio di persona polacco maschile.

## Varianti
- Femminile: Zdzisława[2]

### Varianti in altre lingue
- Ceco: Zdislav[1]
  - Femminili: Zdislava[2]
- Croato: Zdeslav[1]

## Origine e diffusione
È composto dagli elementi slavi zdeti ("costruire", "creare", da cui anche Zdenko) e slav ("gloria", presente anche in molti altri nomi, quali Miroslavo, Svjatoslav e via dicendo).

## Onomastico
L'onomastico si può festeggiare in memoria di santa Zdislava, madre di famiglia, il 1º gennaio.

## Persone
- Zdzisław Beksiński, pittore e grafico polacco
- Zdzisław Filipkiewicz, cestista polacco
- Zdzisław Hoffmann, atleta polacco
- Zdzisław Jeziorański, vero nome di Jan Nowak-Jeziorański, giornalista e patriota polacco
- Zdzisław Kapka, calciatore polacco
- Zdzisław Kasprzak, cestista polacco
- Zdzisław Kostrzewa, calciatore polacco
- Zdzisław Krzyszkowiak, atleta polacco
- Zdzisław Myrda, cestista e allenatore di pallacanestro polacco

### Variante Zdeslav
- Zdeslav di Croazia, principe della Croazia Bianca
- Zdeslav Vrdoljak, pallanuotista croato

### Variante femminile Zdislava
- Zdislava Berka, santa ceca